# Leiva (Colombia)
Leiva è un comune della Colombia del dipartimento di Nariño.
Il comune venne istituito il 27 novembre 1977.